# カロ県
カロ県（カロけん）は、インドネシア北スマトラ州の県 (kabupaten)。県の面積は、2,127.25 km²、人口276,763人。カバンジャヘ (Kabanjahe) を県都とする。メダンの東南に60kmほどのところ位置し、トバ湖へ向かうの途中にある。カロ高原では、メダンへ卸す高原野菜などの生産を行っている他、避暑地として有名なブラスタギ (Berastagi) を擁し、多くのコテージなどがある。カロ・バタク族の土地であり、数世帯が共住するロングハウス・伝統集落も見ることができる。
県内には、活発な噴火を繰り返すシナブン山が存在し、しばしば人的被害が発生している。